# Christoph von Sigwart
Christoph von Sigwart, né le 28 mars 1830 à Tübingen, en royaume de Wurtemberg, et mort dans la même ville le 4 août 1904, est un philosophe et logicien wurtembergeois.  

## Biographie
Sigwart appartient à une lignée de philosophes et théologiens du Wurtemberg ; son père Heinrich Christoph Wilhelm von Sigwart (1789-1844) est professeur de philosophie à l’université Eberhard Karl de Tübingen.   Christoph von Sigwart y suit des études de philosophie et de théologie, soutenant en 1870 une thèse sur la théorie du jugement hypothétique. Il est ensuite enseignant à Halle, répétiteur au séminaire de théologie de Tübingen, enfin professeur, d’abord au séminaire de théologie de Blaubeuren (1859), puis à l’université de Tübingen, en 1865. Il est membre correspondant de l’Académie des sciences de Prusse en 1885, puis de celle de Bavière en 1901.
En 1875, il reçoit la croix de chevalier de l’Ordre de la Couronne de Wurtemberg, à laquelle un titre personnel de noblesse est attaché.

## Œuvre philosophique
Le premier volume de l’ouvrage principal de Sigwart, Logik, est publié en 1873 et constitue une importante contribution à la logique à la fin du XIXe siècle.
Dans la  préface,  Sigwart explique qu'il ne veut pas évaluer les théories logiques de ces prédécesseurs, mais plutôt construire une théorie logique complète en elle-même. Selon Pierre Wagner, il lui assigne le rôle d’une technologie de la pensée, à visée pratique, donnant les critères d’une pensée vraie, dans une perspective psychologique. 
La Logik contient cependant dans le chapitre 5 du deuxième volume un examen approfondi des théories sur l’induction de Francis Bacon, John Stuart Mill et David Hume. 
Sigwart a aussi publié dans ses Kleine Schriften des critiques de Paracelse et Giordano Bruno.

## Publications
- Ulrich Zwingli, der Charakter seiner Theologie (1855). Google (Oxford) Google (Stanford) Google (UCal)
- Spinoza's neuentdeckter Traktat von Gott, dem Menschen und dessen Glückseligkeit (1866). Google (Harvard) Google (Oxford)
- Beiträge zur Lehre vom hypothetischen Urteile (1871). Google (UMich)
- Logik (1873–1878). 2 volumes. 2e éd., 1889-1893.  3e éd., 1904.  4e éd., 1911.  5e éd., 1924.
  - Volume 1, 1873. Die Lehre vom Urtheil, vom Begriff und vom Schluss. 1889. Google (UCal) IA (UToronto) 1904. Google (Harvard)
  - Volume 2, 1878. Die Methodenlehre. IA (UToronto)
- Kleine Schriften (1881). 2 volumes. Google (UCal)  2e éd., 1889.
- Vorfragen der Ethik (1886).
- Die Impersonalien, eine logische Untersuchung (1888). Google (UCal) Google (UMich)